# Louise de Keroual
Louise Renée de Penancoët de Keroual, také Louise de Kérouaille (6. září 1649 – 14. listopadu 1734), vévodkyně z Portsmouthu a z Aubigny, původem z Bretagne. Byla milenkou anglického krále Karla II. Stuarta po dobu asi patnácti let. Má se za to, že působila také jako tajný agent francouzského krále Ludvíka XIV. v Anglii.

## Biografie

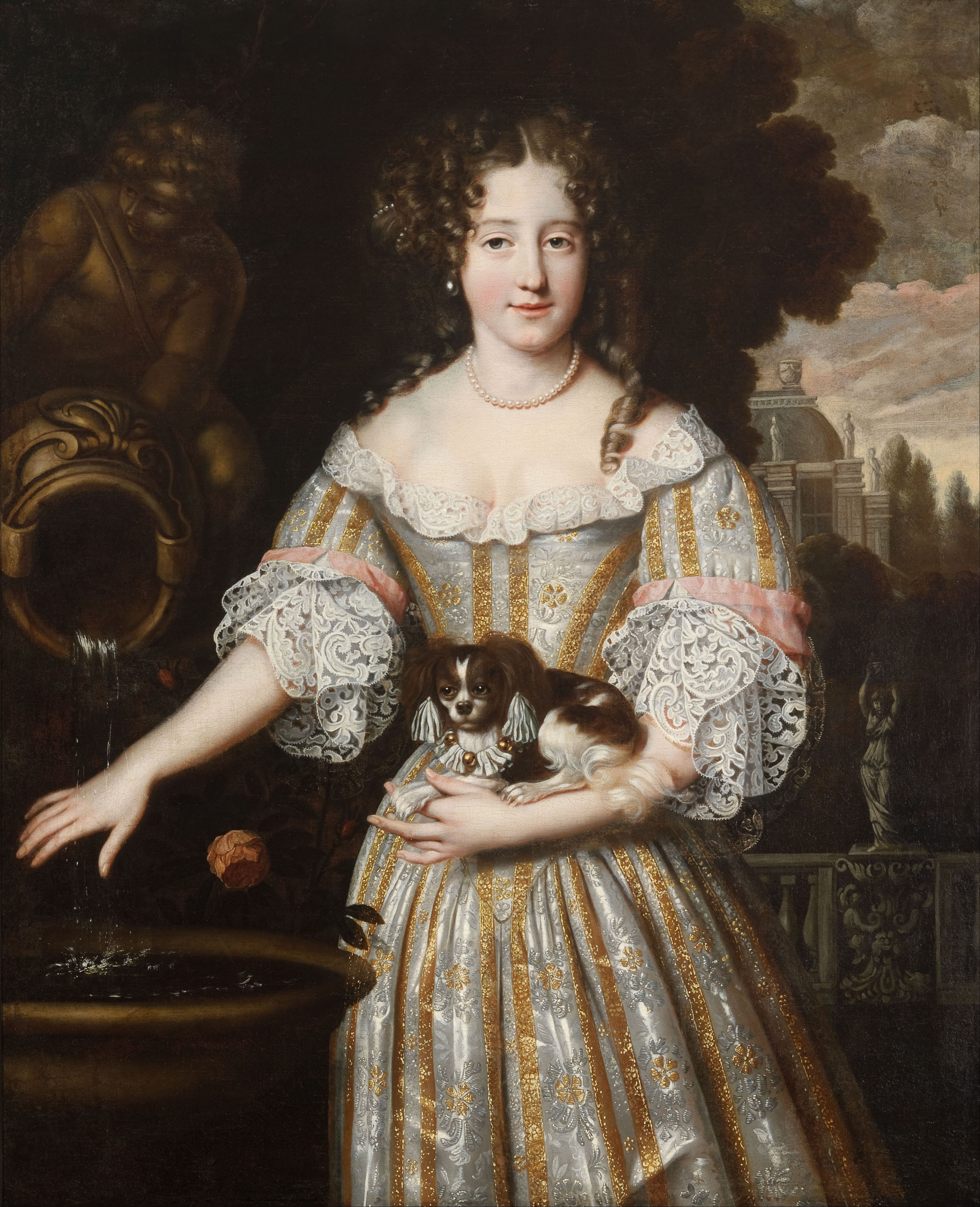
Louise de Keroual, vévodkyně z Portsmouthu. Portretista Henri Gascar, cca 1674, Aucklandská umělecká galerie.

Louise se narodila jako dcera bretaňského šlechtice Guillaume de Penancoët de Kérouaille a jeho manželky Marie de Plœuc de Timeur. Jako mladá dívka pobývala na dvoře vévodkyně orleánské Henrietty Anny, sestry Karla II. Stuarta a manželky mladšího bratra krále Ludvíka XIV., Filipa II. Orleánského. V roce 1670 doprovázela vévodkyni Henriettu Annu na její cestě do Anglie. Vévodkyně tam cestovala oficiálně za účelem návštěvy bratra, ve skutečnosti za účelem uzavření tajné doverské smlouvy. V přístavním městě Doveru se Louise de Keroual setkala s anglickým králem Karlem II. Po náhlé smrti vévodkyně Henrietty Anny zůstala „bezprizorní“, Karel ji však vzápětí jmenoval dvorní dámou své manželky Kateřiny z Braganzy. Proslýchalo se, že francouzský dvůr záměrně Louisu Karlovi podstrčil (měla být francouzskou agentkou v Anglii), pro tento záměr dvora ale není důkazů. Když se však ukázalo, že král projevuje Louise svou náklonnost, rozběhly se dvorské intriky za účelem navození sblížení krále a Louisy. Jejich hlavními aktéry byli francouzský vyslanec v Anglii Charles Colbert, markýz de Croissy a anglický ministr Henry Bennet, 1. hrabě z Arlingtonu.
Louise byla velmi inteligentní a cílevědomá dívka a do svého vztahu s králem Karlem II. se nevrhla po hlavě bez rozmyslu. V roce 1672 porodila Karlovi syna Charlese, který dostal příjmení Lennox a v roce 1675 titul pair a vévody z Richmondu. Nemalé finanční částky, jež dostávala od francouzské ambasády, byly příčinou dohadů, že králova favoritka konala ve prospěch Francie, své rodné země. Sympatie Angličanů jí to nezískalo, třebaže Louise odmítla přijmout dary od francouzského krále Ludvíka XIV.
19. srpna roku 1673 získala anglický pairský titul vévodkyně z Portsmouthu, hraběnky z Farehamu a baronky z Petersfieldu. V prosinci toho roku Karel pro ni vyjednal francouzský titul vévodkyně d'Aubigny. Vévodkyně zůstala v Anglii do smrti Karla II. v roce 1685. Poté odjela do Francie, kde zůstala do konce svého života, s výjimkou krátké cesty na dvůr nového krále Jakuba II., Karlova mladšího bratra. Karel II. zemřel bez legitimních potomků, třebaže nemanželských dětí měl se svými milenkami celou řadu. Poslední léta života strávila v Aubigny v tahanicích se svými věřiteli. Král Ludík XIV. a po jeho smrti regent Filip II. Orleánský jí přiznali stálý důchod a chránili ji před věřiteli.
Louise de Keroual, vévodkyně z Portsmouthu a d'Aubigny, zemřela v Paříži 14. listopadu 1734 ve vysokém věku 85 let. Jejím potomkem v přímé linii je Charles Gordon-Lennox, 10. vévoda Richmond, Lennox a Gordon. Mezi její potomky náleží princezna Diana, Camilla, vévodkyně z Cornwallu a také Sarah Fergusonová, bývalá manželka prince Andrewa, vévody z Yorku, druhého syna britské královny Alžběty II.